# Lurdes Gloria Manuel
Lurdes Gloria Manuel (Ostrava, 12 luglio 2005) è una velocista ceca.

## Record nazionali
Juniores
- 300 m piani indoor: 37"31 ( Praga, 23 gennaio 2024)
- 400 m piani: 50"52 ( Roma, 10 giugno 2024)
- 400 m piani indoor: 52"64 ( Ostrava, 25 febbraio 2024)

## Progressione

### 400 metri piani
| Stagione | Misura | Luogo   | Data      | Rank. Mond. |
| -------- | ------ | ------- | --------- | ----------- |
| 2024     | 50"52  | Roma    | 10-6-2024 |             |
| 2023     | 51"23  | Tábor   | 30-7-2023 |             |
| 2022     | 53"19  | Ostrava | 19-6-2022 |             |
| 2021     | 54"57  | Plzeň   | 29-8-2021 |             |
| 2020     | 57"57  | Vlašim  | 23-8-2020 |             |

## Palmarès
| Anno | Manifestazione  | Sede        | Evento            | Risultato     | Prestazione | Note                                            |
| ---- | --------------- | ----------- | ----------------- | ------------- | ----------- | ----------------------------------------------- |
| 2022 | Europei U18     | Gerusalemme | 400 m piani       | Argento       | 53"61       |                                                 |
| 2022 | Europei U18     | Gerusalemme | Staffetta svedese | Finale        | dq          |                                                 |
| 2023 | Europei U20     | Gerusalemme | 400 m piani       | Oro           | 51"94       |                                                 |
| 2023 | Europei U20     | Gerusalemme | 4x400 m           | Bronzo        | 3'34"84     | Miglior prestazione nazionale under 20          |
| 2024 | Mondiali indoor | Glasgow     | 4x400 m           | Batteria      | 3'28"57     | [ 1 ]                                           |
| 2024 | World Relays    | Nassau      | 4x400 m           | Rip. olimpico | 3'27"76     |                                                 |
| 2024 | Europei         | Roma        | 400 m piani       | 4ª            | 50"52       | Miglior prestazione europea stagionale under 20 |
| 2024 | Giochi olimpici | Parigi      | 400 m piani       | Semifinale    | 51"42       |                                                 |
| 2024 | Mondiali U20    | Lima        | 400 m piani       | Oro           | 51"29       |                                                 |
| 2025 | Europei indoor  | Apeldoorn   | 400 m piani       | 4ª            | 51"38       |                                                 |
| 2025 | Europei indoor  | Apeldoorn   | 4x400 m           | Bronzo        | 3'25"31     | Record nazionale                                |

## Campionati nazionali
- 1 volta campionessa nazionale ceca indoor dei 200 metri piani (2024)
- 1 volta campionessa nazionale ceca dei 400 metri (2024)

2022
- 6ª ai campionati cechi indoor (Ostrava), 400 metri piani - 57"35
- 7ª ai campionati cechi (Hodonín), 200 metri piani - 24"05

2023
- 5ª ai campionati cechi indoor (Ostrava), 200 metri piani - 54"96
- Argento ai campionati cechi (Tábor), 400 metri piani - 51"23

2024
- 4ª ai campionati cechi indoor (Ostrava), 60 metri piani - 51"41
- Oro ai campionati cechi indoor (Ostrava), 200 metri piani - 23"72
- Oro ai campionati cechi (Zlín), 400 metri piani - 53"45